# ادوارد توماس هنری هاتون
ادوارد توماس هنری هاتون (انگلیسی: Edward Hutton; ۶ دسامبر ۱۸۴۸ – ۴ اوت ۱۹۲۳) فرد نظامی اهل پادشاهی متحد بریتانیای کبیر و ایرلند بود. وی همچنین برندهٔ جوایزی همچون نشان حمام شده‌است.